# Witold Zacharewicz

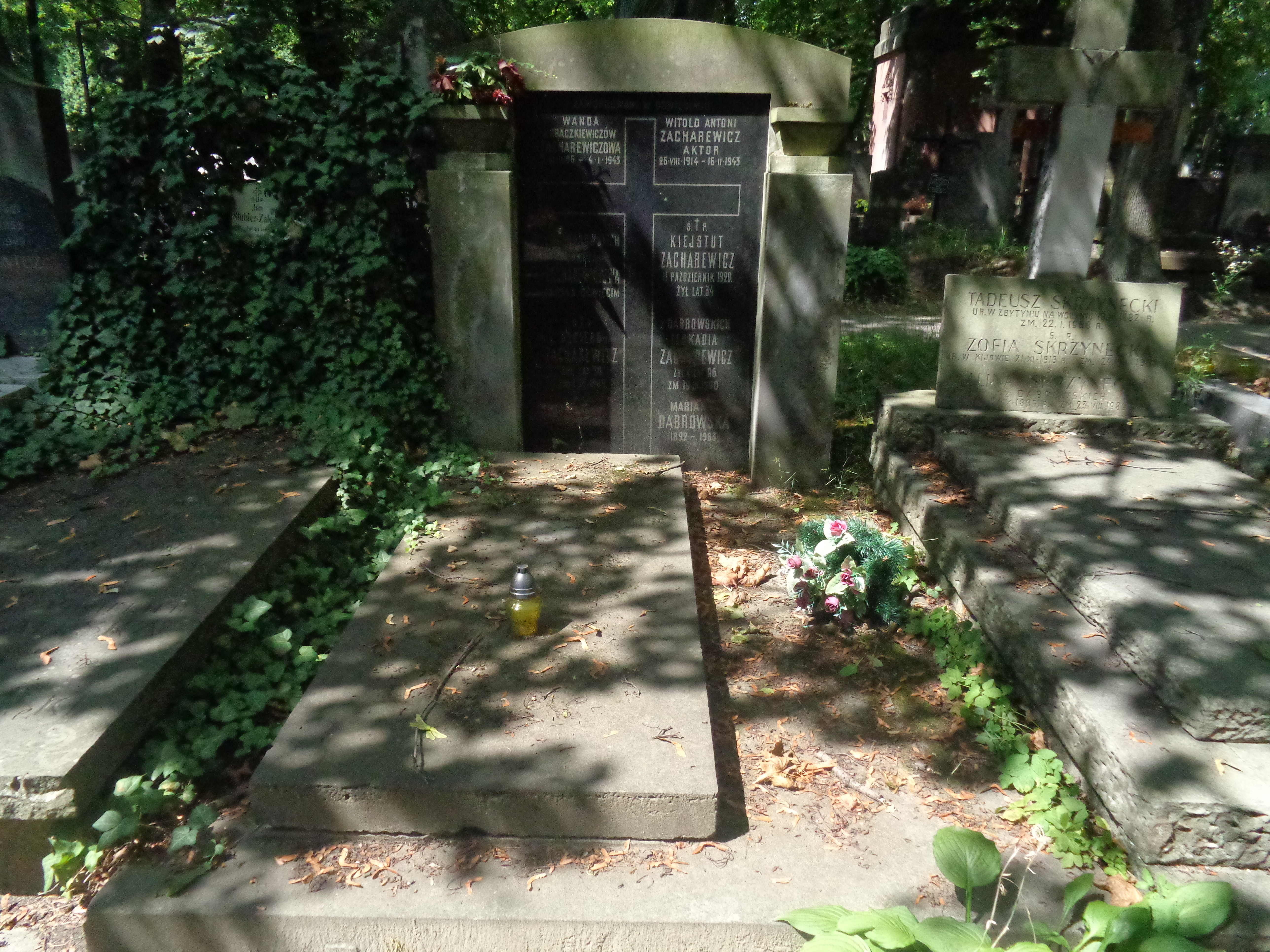
Grób Witolda Zacharewicza na Cmentarzu Powązkowskim

Witold Antoni Zacharewicz (ur. 26 sierpnia 1914 w Płocku, zm. 16 lutego 1943 w KL Auschwitz) – polski aktor okresu międzywojennego.

## Życiorys
Urodził się jako drugie dziecko Kiejstuta Antoniego Zacharewicza i Wandy Zofii z Kraczkiewiczów. Ochrzczony został 23 maja 1915 w Kościele Przemienienia Pańskiego w Warszawie. Do 1919 roku jego rodzice byli posiadaczami majątku ziemskiego w Stanowie (k. Płocka), kiedy to rozwiedli się i sprzedali posiadłość.
Ukończył warszawskie I Gimnazjum Miejskie im. gen. Sowińskiego (1932), następnie kontynuował edukację na wydziale polonistyki Uniwersytetu Warszawskiego. Równolegle uczęszczał na warsztaty w Państwowym Instytucie Sztuk Teatralnych.
W latach 1933–1936 występował w warszawskich teatrach miejskich. Ponadto w sezonie 1934/35 był w zespole rewiowego teatru Stara Banda, a w roku 1936 grał w Teatrze Kameralnym. Jednakże największą popularność przyniosły mu role filmowe, niekiedy filmowych amantów, do czego predestynowały go świetne warunki fizyczne. Sławę zdobył, występując w filmach Michała Waszyńskiego i Józefa Lejtesa. Rok 1938 to okres największej popularności aktora. Ostatnim filmem z jego udziałem była Gehenna.
1 września 1938 roku został powołany do odbycia służby wojskowej i przydzielony do Szkoły Podchorążych Rezerwy Łączności w Zegrzu. W czasie kampanii wrześniowej walczył w składzie Szwadronu Łączności Mazowieckiej Brygady Kawalerii.
W czasie wojny przebywał w Warszawie. 18 maja 1940 ożenił się z Haliną Schneider. Początkowo pracował jako kelner, a od połowy 1940 roku grał w jawnych teatrach („Miraż”, następnie „Maska”), pomimo zakazu pracy w nich wydanego aktorom przez podziemne struktury ZASP. Według relacji żony, Zacharewicz uważał, że w ten sposób krzewi polską kulturę i język i podtrzymuje rodaków na duchu.
1 października 1942 roku został aresztowany przez Gestapo. Zacharewicz i około 10 innych osób, w tym matka aktora, zaangażowali się w produkcję fałszywych dokumentów dla ukrywających się Żydów. Organizatorem akcji okazał się prowokator Gestapo. W listopadzie aktor został wywieziony do niemieckiego obozu koncentracyjnego Auschwitz-Birkenau, gdzie został zamordowany 16 lutego 1943 roku. Istnieją dwie relacje nt. okoliczności śmierci: miał zostać zamordowany zastrzykiem z fenolu w serce (co potwierdzało dwóch świadków) lub rozstrzelany (jak utrzymywał inny ze współwięźniów).

## Filmografia
- Pod twoją obronę (1933)
- Młody las (1934)
- Kochaj tylko mnie (1935)
- Nie miała baba kłopotu (1935)
- Barbara Radziwiłłówna (1936)
- Róża (1936)
- Halka (1937)
- Znachor (1937)
- Druga młodość (1938)
- Profesor Wilczur (1938)
- Kościuszko pod Racławicami (1938)
- Gehenna (1938)

## Galeria zdjęć

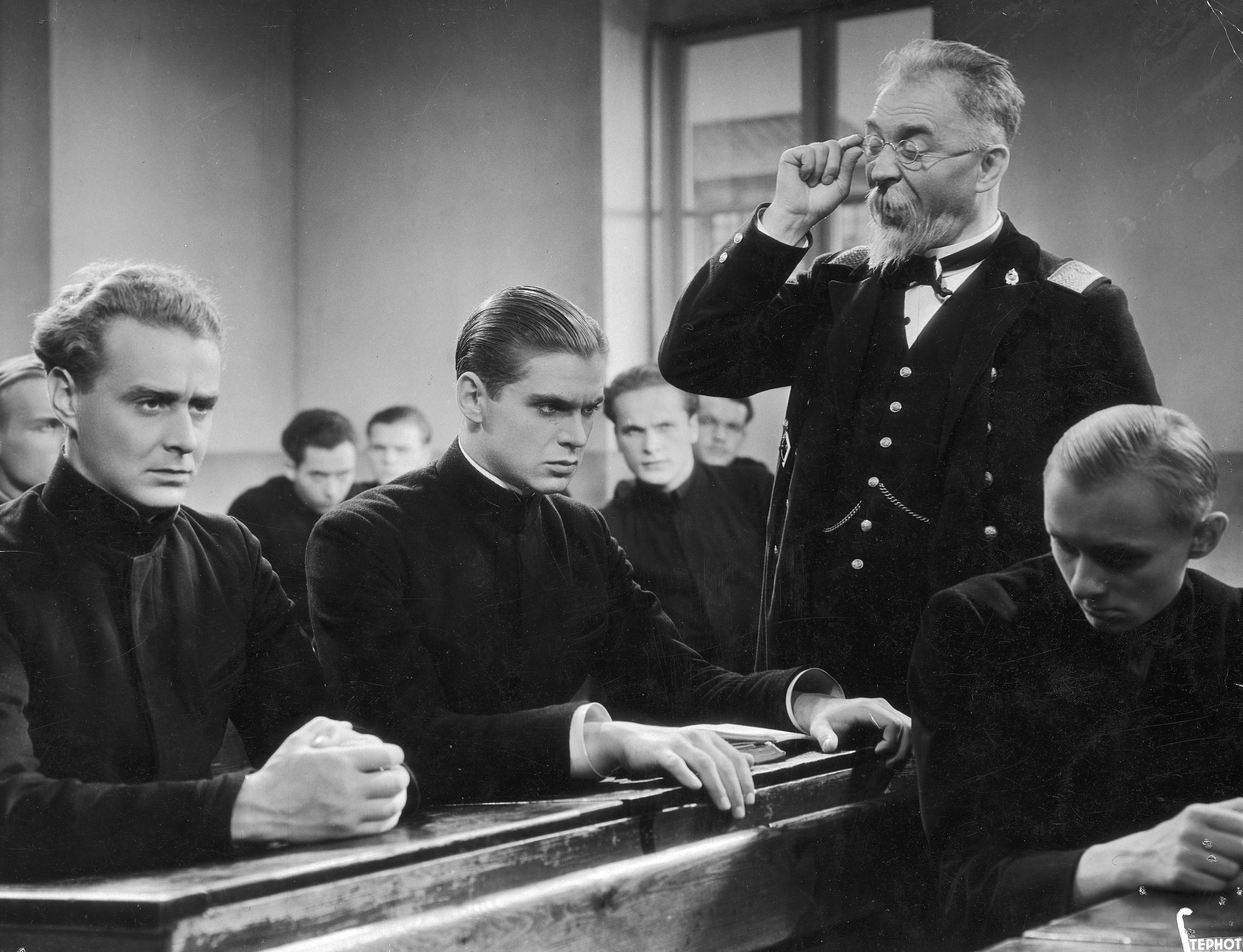
W filmie „Młody las”
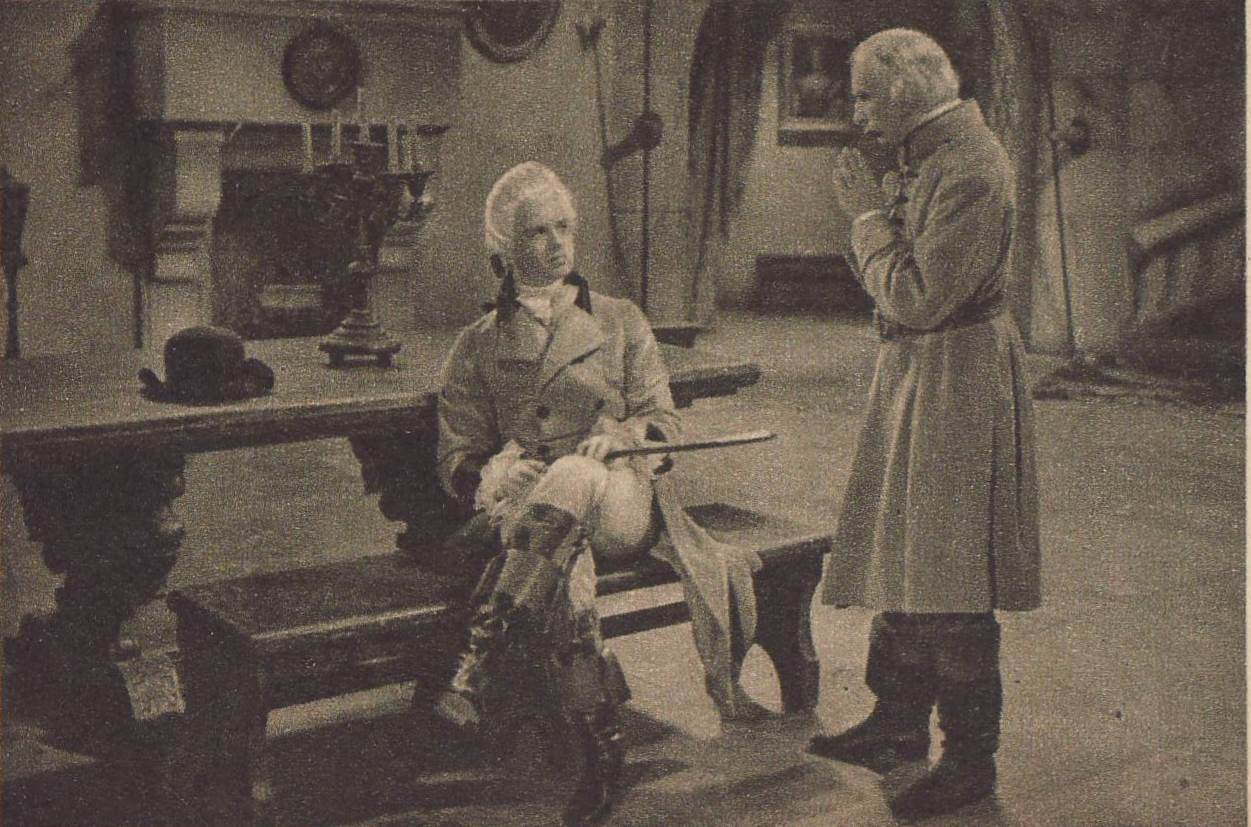
W filmie „Halka”
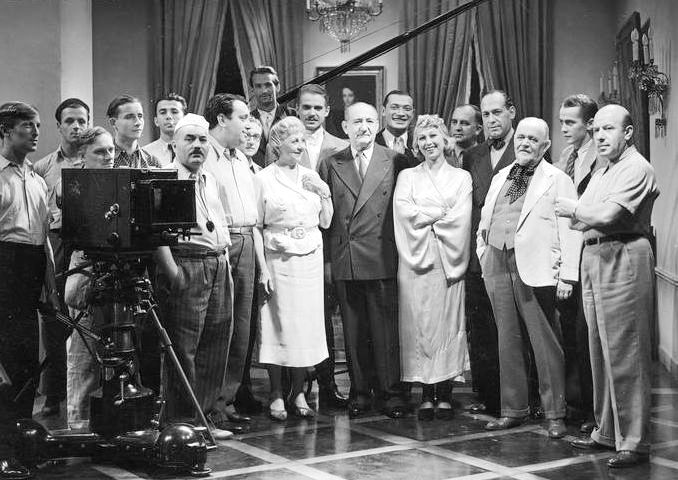
Plan filmu „Gehenna”
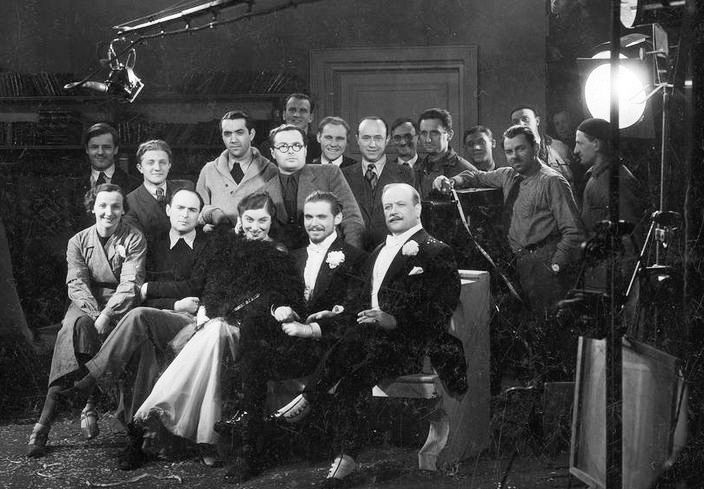
Plan filmu „Róża”
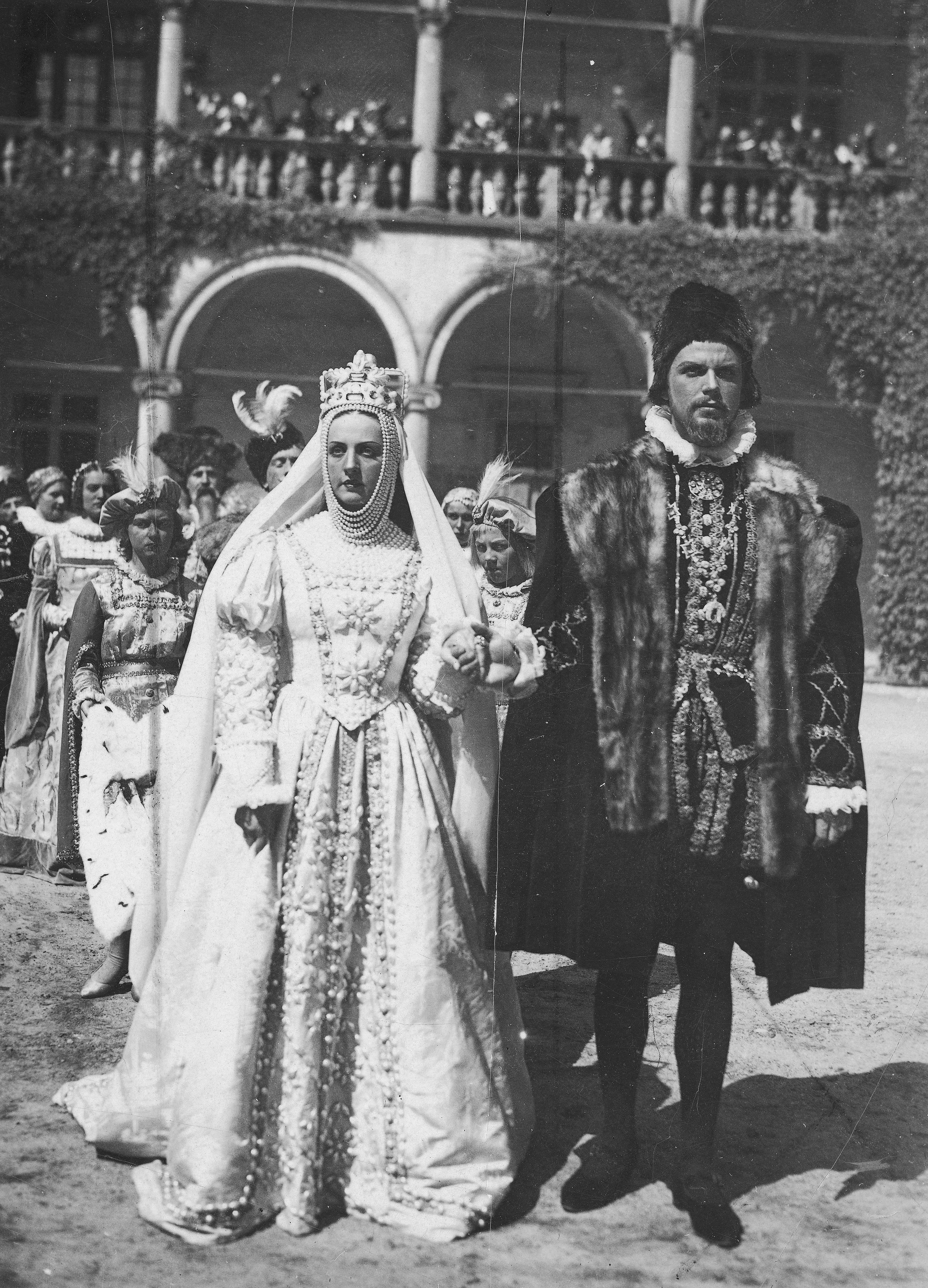
W filmie „Barbara Radziwiłłówna”